# Exetastes nigripes
Exetastes nigripes là một loài tò vò trong họ Ichneumonidae.